# Nicolau de Damasco

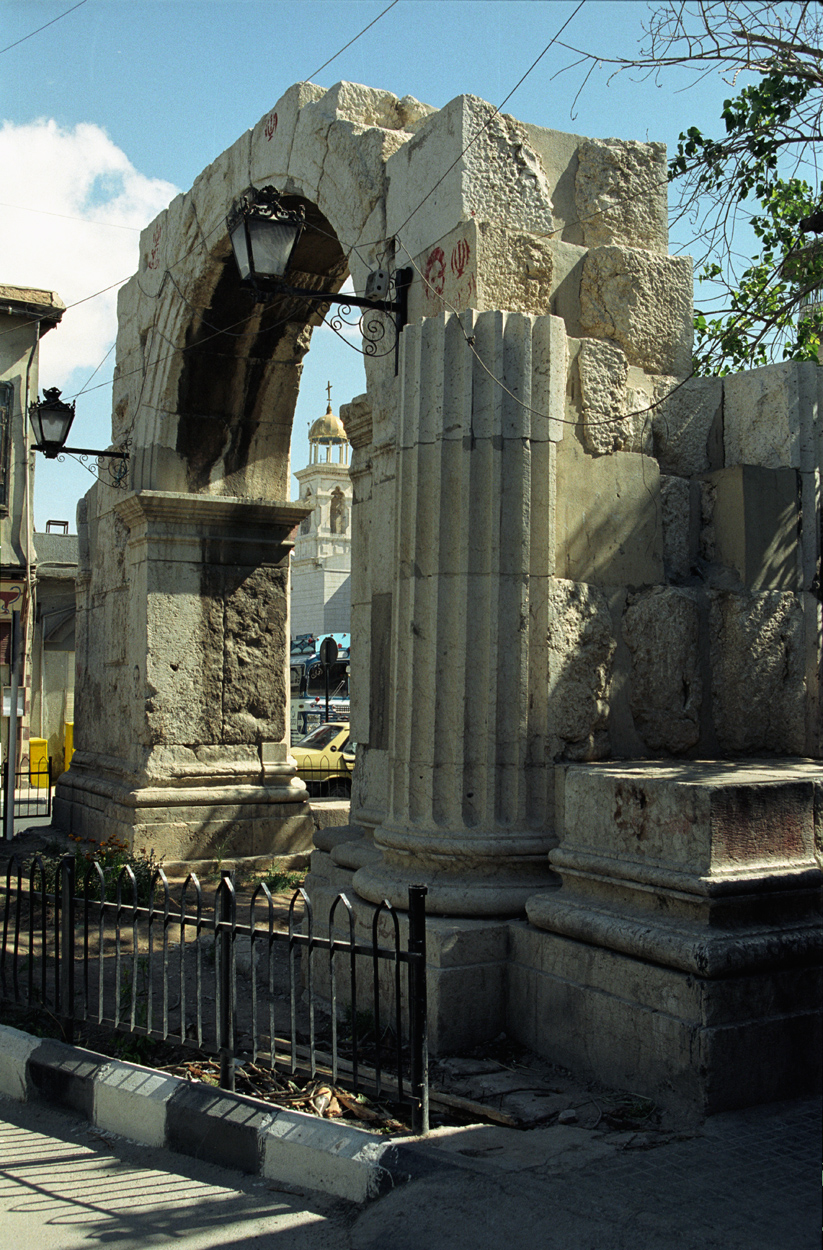
Damasco, Arco Romano

Nicolau de Damasco (grego: Νικόλαος Δαμασκηνός, Nikolāos Damaskēnos) foi um historiador e filósofo grego. Seu trabalho, História, era composto de 144 livros. Ateneu o chama de um filósofo peripatético.
Flávio Josefo provavelmente usou o trabalho de Nicolau de Damasco como fonte para a história de Herodes (Ant. 15-17) em Antiguidades Judaicas porque, quando termina Nicolau, na época de Aquelau, o relato de Josefo se torna mais resumido; outras partes das Antiguidades também parecem ser derivadas de Nicolau.
Uma das passagens mais famosas de Nicolau é o relato de uma embaixada enviada por um rei indiano "chamado Pandion (reino Pandya) ou, segundo outros, Porus" para Augusto por volta de 13 d.C. Ele se encontrou com a embaixada em Antioquia. A embaixada levava uma carta diplomática em grego, e um de seus membros era Zarmanochegas, um sramana que se queimou vivo em Atenas para demonstrar sua fé. O evento causou uma comoção geral e foi citado por Estrabão e Dião Cássio. Uma tumba foi feita ao sramana, ainda visível no tempo de Plutarco, com a menção "ΖΑΡΜΑΝΟΧΗΓΑΣ ΙΝΔΟΣ ΑΠΟ ΒΑΡΓΟΣΗΣ" (Zarmanochēgas indos apo Bargosēs - Zarmanochegas, indiano de Bargosa).